# استكشاف نفسي

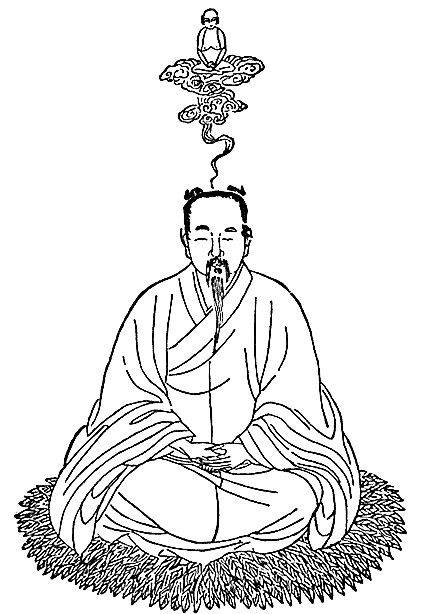
رسم توضيحي من كتاب سر الزهرة الذهبية (كتاب)، وهو كتاب صيني عن الخيمياء والتأمل.

يُشير الاستكشاف النفسي (بالإنجليزية: Psychonautics)‏ إلى منهجية تصف وتشرح التأثيرات الذاتية لحالات الوعي المتغيرة، ومنها تلك التي يتسبب فيها التأمل أو الدواء نفسي المفعول، ويشير أيضًا إلى مجموعة بحثية يقوم الباحث فيها بغمر نفسه بشكل طوعي في حالة عقلية متغيرة لاستكشاف التجارب المصاحبة لها. ويعود أصل المصطلح إلى اللغة الإغريقية حيث تعني ψυχή (psychē) "الروح أو النفس أو العقل" وتشير ναύτης (naútēs) إلى البحّار أو المستكشف).
طبق هذا المصطلح بشكل متنوع، ليشمل جميع الأنشطة التي يتم من خلالها إحداث وعي متغيرة واستخدامه للأغراض الروحية أو لاستكشاف الحالة البشرية، بما في ذلك الشامانية، واللامات من التقاليد البوذية التبتية، والسيدهار في الهند القديمة، والحرمان الحسي، ومتعاطو المخدرات القدامى / الحديثون الذين يستخدمون المواد المخدرة المعنية بالروحانية [الإنجليزية] من أجل اكتساب رؤى أعمق وتجارب روحية. ويمكن أن تسهم التجارب الذاتية للمواد المخدرة في المجموعات في تعزيز الابتكار في علاجات الأدوية البديلة. يعرف الشخص الذي يستخدم الحالات المتغيرة للوعي لهذا الغرض بالمستكشف النفسي.

## الاشتقاق والتصنيف
مصطلح الاستكشاف النفسي مشتق من المصطلح السابق المستكشف النفسي (Psychonaut)، والذي بدأ في الظهور في كتابات في أمريكا الشمالية أواخر الخمسينيات من القرن الماضي. وظهر المرجع الأول الذي يتوافق مع الاستخدامات المعاصرة للمصطلح في طبعة عام 1965 من مجلة قروب سيكوثيرابي (العلاج النفسي الجماعي). وأشارت مجلة بيوند باروك عام 1968، إلى عالم النفس تيموثي ليري بوصفه مستكشفًا نفسيًا.[بحاجة لمصدر]
يصف المؤلف الألماني إرنست جونجر الأفكار المتعلقة بالاستكشاف (الملاحة) النفسي - في إشارة إلى آرثر هيفتر [الإنجليزية] - في مقالته عام 1970 عن تجاربه الواسعة في المواد المخدرة بعنوان Annäherungen: Drogen und Rausch (وتعني حرفياً "النهج: المواد المخدرة والتسمم"). ويرسم جونجر في هذا المقال العديد من أوجه التشابه بين تجربة تعاطي المواد المخدرة والاستكشاف المادي - على سبيل المثال، خطر مواجهة "الشعاب المرجانية" المختبئة.
جعل بيتر ج. كارول [الإنجليزية] عبارة المستكشف النفسي عنوانًا لكتابه عام 1982 الذي يتناول الاستخدام التجريبي للتأمل والطقوس والعقاقير في الاستكشاف التجريبي للوعي والظواهر النفسية، أو "سحر الفوضى [الإنجليزية]"، ويُنسب أول استخدام نُشر عن هذا المصطلح في سياق علمي إلى جوناثان أوت، عالم النبات العرقي، في عام 2001.

### التعريف والاستخدام
يصف الطبيب النفسي الإكلينيكي جان ديرك بلوم الاستكشاف النفسي بأنه يشير إلى "استكشاف النفس عن طريق تقنيات مثل الأحلام الصافية، ومزامنة موجات الدماغ [الإنجليزية]، والحرمان الحسي، واستخدام مسببات الهلوسة أو المواد المخدرة الروحانية [الإنجليزية]"، والرائد النفسي على أنه الشخص الذي "يسعى إلى التحقيق في هذه الحالة. العقل باستخدام حالات الوعي المتغيرة المستحثة عمدًا "لأغراض روحية أو علمية أو بحثية.
يعرّف عالم النفس الدكتور إليوت كوهين من جامعة ليدز بيكيت والمعهد البريطاني للاستكشاف الجسدي النفسي الاستشكاف النفسي بأنه "وسيلة لدراسة واستكشاف الوعي (بما في ذلك اللاوعي) والحالات المتغيرة للوعي، ويعتمد على إدراك أن دراسة الوعي تعني تحويله". ويربطه بتقليد طويل في الثقافات التاريخية من جميع أنحاء العالم. ولدى جامعة ليدز بيكيت وحدة في الاستكشاف النفسي وقد تكون الجامعة الوحيدة في المملكة المتحدة التي تفعل ذلك.[بحاجة لمصدر]
يصور الكاتب البوذي الأمريكي روبرت ثورمان الراهب اليوغي [الإنجليزية] البوذي التبتي باعتباره مستكشفًا نفسيًا، مشيرًا إلى أنه "يمكن تسمية اللامات التبتية بالمستكشفين النفسيين، لأنهم يسافرون عبر حدود الموت إلى عالم ما بين".

### التصنيف
تمييّز أهداف وأساليب الاستكشاف النفسي في العادة عند تضمين المواد المغيرة للحالة الذهنية، عن استخدام العقاقير الترويحية من قبل مصادر البحث. يمكن أن يحدث الاستكشاف النفسي دون استخدام المواد المخدرة، ويمكن أن يحدث في سياق ديني له تاريخ راسخ. يعتبر كوهين أن الاستكشاف النفسي أقرب إلى ارتباطه بتقاليد الحكمة وغيرها من الحركات عبر الشخصية والتكاملية.
ومع ذلك، ثمة تداخل كبير مع تعاطي المخدرات الحديث [الإنجليزية]، وبسبب ارتباطه الحديث الوثيق بالمواد المخدرة والعقاقير الأخرى، فإنه يدرس أيضًا في سياق تعاطي المخدرات من منظور الإدمان، سوق تعاطي المخدرات وعلم النفس عبر الإنترنت، ودراسات في العقاقير الموجودة والناشئة ضمن علم السموم.

## الأساليب

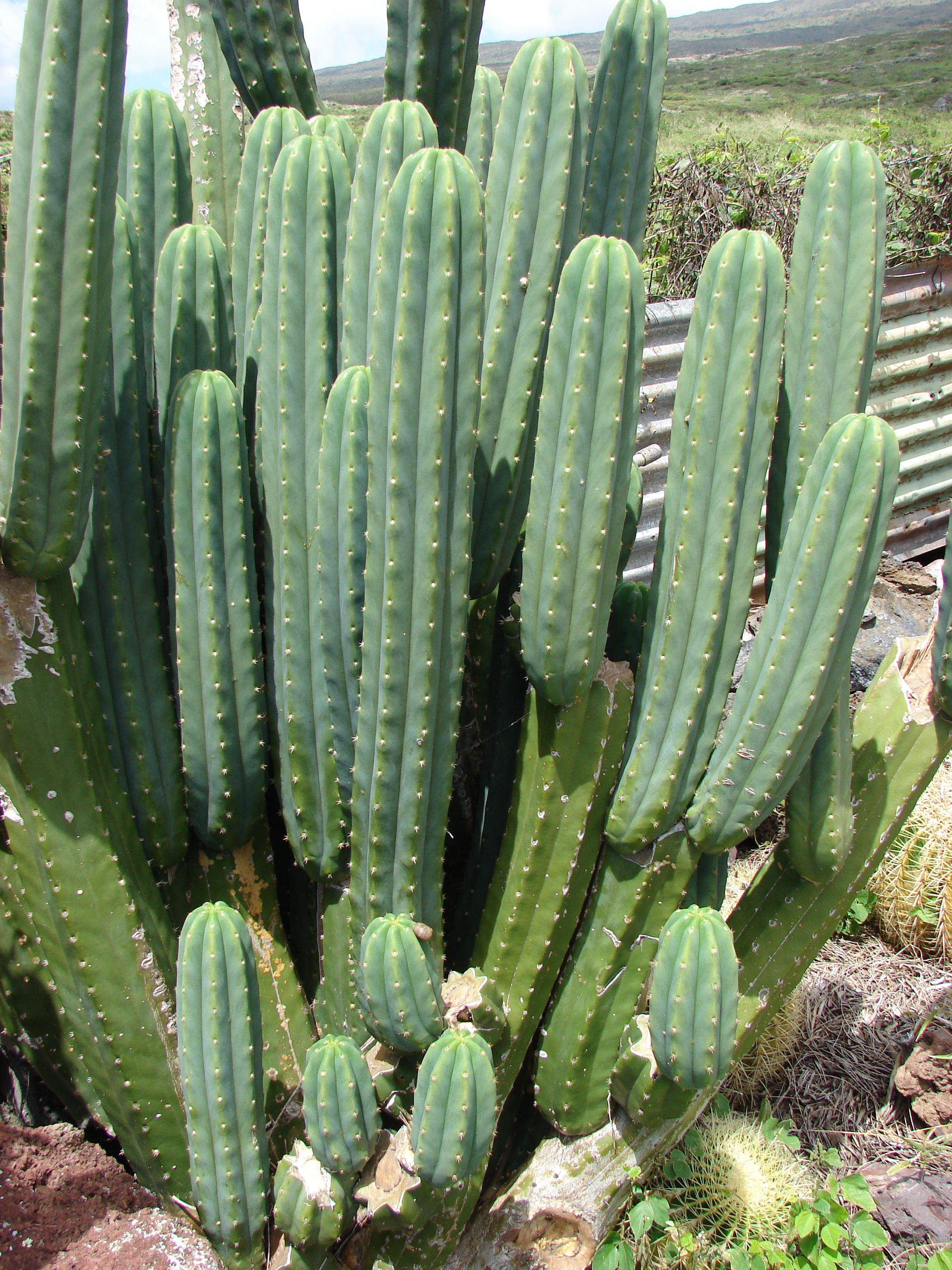
استخدم صبار سان بيدرو للعلاج، والعرافة الدينية في منطقة جبال الأنديز لأكثر من 3000 عام.

- المهلوسات،[2] مسببات الهلوسة، وخاصة المواد المخدرة مثل صبار وليمز، وفطر السيلوسيبين، وثنائي إيثيل أميد حمض الليسرجيك وثنائي ميثيل التربتامين، وأيضًا مسبب التفارق والمواد المخدرة غير النمطية مثل الكيتامين، والديكستروميثورفان، وتابيرنانث إيبوجا، وأمانيتا موسكاريا، وسالفيا ديفينوروم
- الإيكارو [الإنجليزية]، وهي الأغاني (أي شيء لفظي يُنظر إليه عادةً على أنه إحساس سمعي) يغنيها شاربو الآياهواسكا لتحفيز التمثيلات التصويرية والمنسوجات الغنية من الألوان والأنماط التي يراها المستمع بصريًا. (انظر: الحس المرافق ) كانت مادة الهارمين في الأياواسكا تعرف في السابق باسم "تليباثين" بسبب مجموعة الأنشطة المساعدة التي تتضمن غناء الإيكارو والذي يثير الإدراك المشترك. ويتوقع من الشامان الذين ينتمون إلى شعب الأياواسكيرو أن يتذكروا العديد من الإيكارو.[15]
- اضطراب العمليات النفسية والفسيولوجية المطلوبة للحالات العقلية المعتادة - الحرمان من النوم، والصيام، والحرمان الحسي،[2] والحرمان من الأكسجين / استنشاق الدخان، وعمل التنفس الشامل.
- الطقوس، بوصفها وسيلة لإحداث حالة مغيرة للوعي، وكذلك لأغراض عملية لترسيخ الوعي والحصول على تركيز ونية مناسبة".
- الحلم، ولا سيما الحلم الصافي[2] الذي يحتفظ فيه الشخص بدرجة من الإرادة والوعي، ويوميات الحلم.
- التنويم المغناطيسي.[2]
- التأمل.[2]
- يمكن أيضًا استخدام الرقص التأملي أو النشوة، مثل الدوران الصوفي للحث على حالة الوعي المتغيرة.
- الصلاة.[2]
- الارتجاع البيولوجي والأجهزة الأخرى التي تغير النشاط العصبي في الدماغ (مزامنة موجات الدماغ [الإنجليزية])[2] عن طريق الضوء أو الصوت أو النبضات الكهربائية، بما في ذلك: أجهزة التحفيز الدماغي [الإنجليزية]، وجهاز الحلم [الإنجليزية]، والنبضات بكلتا الأذنين، وتحفيز العلاج الكهربائي في الجمجمة.
- يشير التصوير الإرشادي والموسيقى [الإنجليزية] إلى جميع أشكال تخيل الصور والأصوات في حالة وعي موسعة، ولا تشمل فقط الأشكال الفردية والجماعية المحددة التي طورها عالم الموسيقى والباحثة هيلين بوني، ولكن أيضًا جميع الاختلافات والتعديلات التي أجراها أتباعها على تلك الأشكال.

قد تستخدم هذه الأساليب بشكل متزامن؛ على سبيل المثال، يمكن للتقاليد مثل الشامانية أن تجمع بين الطقوس والصيام والمواد المهلوسة.

## أعمال وشخصيات بارزة
"تحتوي أعمال مثل "اعترافات متعاطو الأفيون الإنجليز" لتوماس دي كوينسي و"متعاطيّ الحشيش" لفيتز هيو لودلو و"في الحشيش" لوالتر بنيامين على عناصر استكشاف نفسية تستكشف التجارب الإنسانية وتجارب الأدوية المسببة للتأثيرات. ويمكن اعتبارها سابقة لأدب الاستكشاف النفسي، ولكنها ليست أعمالاً استكشاف نفسي بحدّ ذاتها."
من أشهر أعمال علم الاستكشاف النفسي هو عمل ألدوس هكسلي "أبواب الإدراك [الإنجليزية]"، والذي يروي تجربته بعد تناول 400 ملجم من المسكالين. كان الطبيب الأمريكي وعالم الأعصاب والمحلل النفسي والفيلسوف والكاتب والمخترع جون سي ليلي مستكشفًا نفسيًا معروفًا، فقد كان مهتمًا بطبيعة الوعي، ومن بين عدة تقنيات، استخدم خزانات العزل في بحثه.
كين كيسي هو مؤلف مشهور بتجربته مع العقاقير المخدرة. كما وُصف مؤلف الخيال الفلسفي والعلمي، فيليب ك. ديك بأنه مستكشفًا نفسيًا للعديد من أعماله مثل ثلاث الندبات من بالمر إلدريتش [الإنجليزية].
وثمة شخصية مؤثرة أخرى هي عالم النفس والكاتب تيموثي ليري. المعروف بالمحادثات والأبحاث المثيرة للجدل حول هذا الموضوع. فقد كتب العديد من الكتب بما في ذلك تجربة مخدر [الإنجليزية]. وهناك اسم آخر معروف على نطاق واسع، وهو الفيلسوف وعالم النبات العرقي والمحاضر والمؤلف الأمريكي تيرينس ماكينا. الذي تحدث وكتب عن موضوعات تشمل العقاقير المخدرة، والمواد المخدرة الروحانية [الإنجليزية] النباتية، والشامانية، والميتافيزيقيا، والخيمياء، واللغة، والثقافة، والتكنولوجيا، والأصول النظرية للوعي البشري.
ومن بين الشخصيات الأكثر نفوذاً بلا شك ألكسندر شولغين وآن شولغين [الإنجليزية] اللذان قاما معًا بتأليف تركيبات الفن والحب: كتاب الكيمياء والفن واللغة والبيولوجيا [الإنجليزية] وتركيبات تأثيرات عالية: كتاب الكيمياء والفن واللغة والبيولوجيا [الإنجليزية] وهما كتبان يحتويان على سير ذاتية خيالية وملاحظات مفصلة عن أكثر من 230 مركبًا ذات تأثير نفسي. يشير بعض المسكشفين النفسيين الحاليين إلى أنفسهم باسم "الشولجينيين" للإشارة إلى الإيمان بالمبادئ التي يحددونها في هذا العمل.

## مقالات ذات صلة
- الاسقاط النجمي
- ثقافة المواد المخدرة [الإنجليزية]
- عقل شامل [الإنجليزية]
- استكشاف الأحلام [الإنجليزية]
- تعاطي العقاقير المسؤول
- تجريب ذاتي

## روابط خارجية
- بسيكونوتويكي
- إرويد
- الليكيوم